# HŠK Zrinjski Mostar
El Hrvatski Športski Klub Zrinjski Mostar és un club de futbol bosnià de la ciutat de Mostar.

## Història
El club nasqué l'any 1905, essent el més antic club de futbol a Bòsnia i Hercegovina. L'any 1896 entre membres de la societat hercegovina de Mostar nasqué la idea de crear una societat esportiva per a joves anomenada Hrvatski sokol (falcó croat). En aquell moment no fou permesa, però el 1905, liderats pel professor Kuštreb i amb l'ajut de la societat cultural Hrvoje crearen la societat Đački Športski Klub (Club d'Esports dels Estudiants). El 1912 evolucionà vers el Gimnazijski nogometni Klub Zrinjski (Club de Futbol i Gimnàstic Zrinjski). El nom del club feia referència a una família noble croata, els Zrinjski. L'any 1914 el club fou prohibit. El 1917 es fusionà amb el club Hrvatski radnički omladinski Športski Klub (HROŠK), formant un nou club anomenat Hercegovac. L'any 1922 el nom Zrinjski fou recuperat.
L'any 1923 guanyà el campionat de Mostar en derrotar el JŠK (Club Esportiu Iugoslau) per 1-0. El 1941, amb el començament de la Segona Guerra Mundial i la creació de l'estat independent de Croàcia, el club jugà la Prva HNL. Acabada la guerra, el 1945, el nou govern comunista del país prohibí l'ús de noms i signes nacionalistes i el Zrinjski fou tancat. El 1992, després de la independència de Bòsnia i Hercegovina fou fundat novament. Jugà a la lliga d'Hercegovi-Bòsnia fins a l'any 2000, quan ingressà a la Primera Divisió bosniana. L'any 2005 es proclamà campió bosnià. Al 2005, el Zrinjski celebrà la seva primera corona de campió a la Primera Divisó de Bòsnia. Aquests anys jugà al club, cedit pel Dinamo Zagreb, Luka Modrić. La temporada 2008-09 es tornà a proclamar campió de Bòsnia.

## Palmarès
- Lliga bosniana de futbol:
  - 2004-05, 2008-09, 2013-14, 2015-16, 2016-17, 2017-18, 2021-22, 2022-23, 2024-25
- Copa bosniana de futbol:
  - 2007-08, 2022-23

## Participació a Europa
| Temporada | Competició                   | Ronda | Club                | Casa      | Fora | Total |
| --------- | ---------------------------- | ----- | ------------------- | --------- | ---- | ----- |
| 2000      | Copa Intertoto de la UEFA    | 1R    | Västra Frölunda     | 2-1       | 0-1  | 2-2   |
| 2005-06   | Lliga de Campions de la UEFA | 1Q    | Dudelange           | 0-4 (pr.) | 1-0  | 1-4   |
| 2006      | Copa Intertoto de la UEFA    | 1R    | Marsaxlokk          | 3-0       | 1-1  | 4-1   |
| 2006      | Copa Intertoto de la UEFA    | 2R    | Maccabi Petah Tikva | 1-3       | 1-1  | 2-4   |
| 2007-08   | Copa de la UEFA              | 1Q    | FK Partizan         | 1-6¹      | 0-5  | 1-11  |
| 2007-08   | Copa de la UEFA              | 2Q    | Rabotnički          | 1-2       | 0-0  | 1-2   |
| 2008-09   | Copa de la UEFA              | 1Q    | FC Vaduz            | 3-0       | 2-1  | 5-1   |
| 2008-09   | Copa de la UEFA              | 2Q    | SC Braga            | 0-2       | 0-1  | 0-3   |
| 2009-10   | Lliga de Campions de la UEFA | 2Q    | Slovan Bratislava   | 1-0       | 0-4  | 1-4   |
| 2010-11   | Lliga Europa de la UEFA      | 1Q    | Tobol               | 2-1       | 2-1  | 4-2   |
| 2010-11   | Lliga Europa de la UEFA      | 2Q    | Tre Penne           | 4-1       | 9-2  | 13-3  |
| 2010-11   | Lliga Europa de la UEFA      | 3Q    | Odense              | 0-0       | 3-5  | 3-5   |
| 2013-14   | Lliga Europa de la UEFA      | 1Q    | UE Santa Coloma     | 1-0       | 3-1  | 4-1   |
|           |                              | 2Q    | Botev Plovdiv       | 1-1       | 0-2  | 1-3   |

¹ La UEFA expulsà el Partizan de la Copa de la UEFA 2007-08 per problemes amb els seus seguidors a Mostar, els quals provocaren que el partit s'interrompés durant 10 minuts. El Zrinjski Mostar es classificà.